# Хавінсон Володимир Хацкелевич
Володимир Хацкелевич Хавінсон (27 листопада 1946 , Котбус, Брандебург  — 5 січня 2024 , Санкт-Петербург ) — радянський і російський геронтолог, доктор медичних наук, професор, член-кореспондент РАМН (2000), академік РАН (2022), заслужений діяч науки РФ (2007), іноземний член (академік) АМН України, директор Санкт-Петербурзького інституту біорегуляції та геронтології СЗО РАМН (з 1992 року), віце-президент Геронтологічного товариства РАН, завідувач кафедри геронтології та геріатрії Північно-Західного державного медичного університету ім. І. І. Мечникова, полковник медичної служби у відставці.27[джерело?].
Основні напрями наукової діяльності — геронтологія, біохімія, імунологія. Технології антивікової медицини; розробка нових класів пептидних біорегуляторів27[джерело?].
Автор тималину, препарату з недоведеною ефективністю. У науковому середовищі Володимира Хавінсона звинувачували у присвоєнні незаслужених звань, а також критикували за відсутність переконливих клінічних випробувань, які б показували безпеку та ефективність розроблених ним «пептидів». Член Товариства фахівців доказової медицини (президент у 2008—2017 роках, віце-президент з 2017 року) автор монографій про доказову медицину та епідеміологію доктор медичних наук професор Василь Власов назвав механізм їхньої роботи «фантастичною гіпотезою» .
Російські ЗМІ називали Володимира Хавінсона «особистим геронтологом Путіна».

## Біографія
Народився в родині офіцера Хацкеля Хаїмовича Хавінсона та Ганни Яківни Хавінсон у Котбусі (НДР). Закінчивши п'ять класів Мінської загальноосвітньої школи № 6, у 1959 році вступив до Мінського суворовського військового училища, яке закінчив у 1965 році із золотою медаллю. У 1964 став чемпіоном Мінська з боксу, а в 1965 завоював титул чемпіона Білорусії з легкої атлетики. У 1965 році вступив до Військово-медичної академії імені Кірова (Ленінград), після закінчення якої у 1971 році отримав диплом військового лікаря.
З 1971 по 1977 рік перебував на військовій службі в Забайкальському та Ленінградському військових округах. З 1975 займався геронтологічними розробками в Ленінграді на замовлення Міністерства оборони СРСР. 1977 року був призначений на посаду старшого ординатора у Військово-медичній академії. У 1978 захистив кандидатську дисертацію, а в 1987 докторську дисертацію у формі наукової доповіді.
1982 року став молодшим науковим співробітником, 1985 року — старшим науковим співробітником академії.
1988 року очолив науково-дослідну лабораторію біорегуляторів.
1989 року створив Державний медико-біологічний науково-виробничий комплекс «Цитомед», який очолював на посаді генерального директора до 1992 року.
У 1992 році професор заснував Інститут біорегуляції та геронтології і з того часу був його директором.
У 2001 році Санкт-Петербурзький інститут біорегуляції та геронтології увійшов до складу Північно-Західного відділення Російської академії медичних наук.
У 1994 був обраний віцепрезидентом Геронтологічного товариства Російської академії наук, а в 1996 став членом Італійської академії економіки і соціальних наук і Російської академії природничих наук .
У 2000 році виступив ініціатором та очолив організаційну роботу щодо введення нової спеціальності: 14.01.30 — «Геронтологія та геріатрія» (медичні та біологічні науки) до «Номенклатури спеціальностей» науковців Вищої атестаційної комісії Мінобрнауки Росії. У 2001 році відповідно до указу Вищої атестаційної комісії було засновано дисертаційну раду (Д 601.001.01).
2003 року став членом Президії Північно-Західного відділення РАМН.
З 2002 по 2004 рік обіймав посаду професора кафедри геронтології та геріатрії Санкт-Петербурзької медичної академії післядипломної освіти МОЗ Росії.
У 2006 році Хавінсон був включений до експертної ради ВАК Мінобрнауки Росії з медичних наук (секція з терапевтичних спеціальностей).
У 2007 році був призначений головним спеціалістом із геронтології та геріатрії Комітету з охорони здоров'я Уряду Санкт-Петербурга.
З 2007 року був головним науковим співробітником, керівником пептидного регулювання старіння Інституту фізіології ім. І. П. Павлова РАН.
Був членом редколегій та редакційних рад різних журналів: «Успіхи геронтології» (Санкт-Петербург), «Бюлетень експериментальної біології та медицини» (Москва), «Клінічна геронтологія» (Москва), «Цитокіни та запалення» (Санкт-Петербург), «Geronto-Geriatric» (Мексика), «Вісник Геронтологічного товариства Російської академії наук» (Санкт-Петербург), «Медичний академічний журнал» (Санкт-Петербург), «Neuroendocrinology Letters» (Стокгольм).
У 2007 році був обраний головою секції біології у Європейському регіональному відділенні Міжнародної асоціації геронтології та геріатрії.
У 2011 році був обраний президентом Європейського регіонального відділення Міжнародної асоціації геронтології та геріатрії .
Помер 5 січня 2024 року на 78-му році життя у Санкт-Петербурзі. Похований на Смоленському цвинтарі.

## Нагороди та звання
- Почесний винахідник Російської федерації (1988)
- Премія Ради Міністрів СРСР (1990), «за розробку та впровадження нових високоефективних біорегуляторів пептидів у медичній та ветеринарній медицині»
- Премія імені К. М. Бикова АН СРСР (1991), присуджена за монографію «Резистентність, стрес, регуляція», у співпраці
- Ветеран Збройних сил Російської федерації (1993)
- Державна наукова стипендія для видатних вчених (Президія РАН, 1994, 1997)
- Пам'ятна медаль ім. лауреата Нобелівської премії П. Капиці «Автору наукового відкриття» (1996)
- Член-кореспондент Російської академії медичних наук за спеціальністю «Геронтологія та геріатрія» (у Північно -Західному відділі Рамса, 2000), потім член-кореспондент РАН, із 2 червня 2022 року був академіком РАН
- Державна наукова стипендія для видатних вчених Росії була нагороджена Президією Російської академії наук у 1994 та 1997 роках.
- Премія імені Т. И. Ярошевського (2002)
- Премія Національної академії медичних наук України (2002)
- Лауреат Національної академії медичних наук України (2003)
- Срібна медаль П. Ерліх «Для видатних досягнень у галузі профілактичної та соціальної медицини» (Європейська академія природничих наук, 2006), нагороджений Європейською академією природничих наук за видатні досягнення у профілактичній та соціальній медицині
- Диплом Державної думи Російської федерації для найкращого проекту, представленого на економічному форумі, (2007)
- «Заслужений діяч науки Російської Федерації» (2007)[6]
- Премія Національної академії наук України (2010)
- Іноземний член Национальной академии медицинских наук Украины (по специальности геронтология), 2011
- Орден Дружби (26 жовтня 2016) — за великий внесок у розвиток медичної допомоги, медичної науки та багаторічної сумлінної роботи[7]
- Орден Пошани (2022)[8][9]
- 10 медалей и 4 почётных знака СССР и РФ и 6 медалей ВДНГ СРСР.